# Tlatepexco
Tlatepexco är en ort i Mexiko.   Den ligger i kommunen Milpa Alta och delstaten Distrito Federal, i den sydöstra delen av landet, 26 km söder om huvudstaden Mexico City. Tlatepexco ligger 2 625 meter över havet och antalet invånare är 117.
Terrängen runt Tlatepexco är lite bergig, och sluttar norrut. Runt Tlatepexco är det mycket tätbefolkat, med 2 431 invånare per kvadratkilometer. Närmaste större samhälle är Iztapalapa, 18,0 km norr om Tlatepexco. I omgivningarna runt Tlatepexco växer huvudsakligen savannskog.